# 31. januar
31. januar je 31. dan leta v gregorijanskem koledarju. Ostaja še 334 dni (335 v prestopnih letih).

## Dogodki
- 1901 – tik pred prvo sejo avstro-ogrskega parlamenta slovenski klerikalni poslanci s še dvema Čehoma in štirimi Rusini začasno ustanovijo slovanski centrum
- 1917 – Nemčija razširi totalno podmorniško vojno tudi na nevtralne ladje v vojnem območju
- 1921 – prvo ljudsko štetje v Kraljevini SHS: vsa država šteje 12.017.323 prebivalcev, območje Slovenije 1.056.464
- 1943 – kapitulacija nemške vojske pri Stalingradu
- 1944 – ameriška vojska se izkrca na Marshallovih otokih
- 1946 – razglašena ustava Federativne ljudske republike Jugoslavije
- 1950 – Harry Truman podpre razvoj vodikove bombe
- 1958:
  - izstreljen prvi ameriški satelit Explorer 1
  - Explorer 1 zazna Van Allenove radioaktivne pasove, ki nastanejo zaradi Sončevega vetra.
- 1966 – izstreljena Luna 9
- 1968 – Nauru postane neodvisna država
- 1971 – proti Luni izstreljen Apollo 14 z dvema članoma posadke
- 1972 – v Ljubljani ustanovljen Študentski kulturni center
- 1976 – iz papeške palače v Avignonu ukradenih 119 Picassovih slik
- 1977 – v Parizu odprt Poumpidoujev center
- 2020 – Združeno kraljestvo formalno izstopi iz Evropske unije.

## Rojstva
- 1338 – Karel V. Modri, francoski kralj († 1380)
- 1624 – Arnold Geulincx, belgijski (flamski) teolog in filozof († 1669)
- 1769 – André-Jacques Garnerin, francoski letalec in izumitelj († 1823)
- 1778 – grof Franz Anton Kolowrat - Liebsteinsky, avstrijski politik († 1861)
- 1797 – Franz Peter Schubert, avstrijski skladatelj († 1828)
- 1854 – Stefan Nikolov Stambolov, bolgarski državnik († 1895)
- 1866 – Lev Izakovič Šestov, ruski filozof († 1938)
- 1872 – Pearl Zane Grey, ameriški pisatelj († 1939)
- 1881 – Ana Pavlova, ruska balerina († 1931)
- 1884 – Theodor Heuss, nemški politik († 1963)
- 1891 – Marija Kmet, slovenska pisateljica († 1974)
- 1901 – Blaž Arnič, slovenski skladatelj († 1970)
- 1905 – John Henry O'Hara, ameriški pisatelj († 1970)
- 1910 – Fernando Monteiro de Castro Soromenho, angolski pisatelj († 1968)
- 1919 – Jackie Robinson, ameriški igralec bejzbola († 1972)
- 1921 – Mario Lanza, ameriški tenorist in igralec († 1959)
- 1923 – Norman Kingsley Mailer, ameriški pisatelj († 2007)
- 1929 – 
  - Rudolf Ludwig Mössbauer, nemški fizik, nobelovec 1963 († 2011)
  - Jean Simmons, angleško-ameriška igralka († 2010)
- 1941 − Jessica Walter († 2021)
- 1956 – John Lydon (Johnny Rotten), angleški punk pevec (Sex Pistols)
- 1965 – Guido Marini, italijanski rimskokatoliški duhovnik
- 1969 – Katjuša Pušnik, slovenska alpska smučarka
- 1981 – Justin Timberlake, ameriški pevec in igralec
- 1982 – Denis Avdić, slovenski radijski voditelj
- 2000 – Julian Alvarez, argentinski nogometaš
- 2003 – Brooke Monk, ameriška spletna osebnost

## Smrti
- 1308 – Azzo VIII. d'Este, markiz Ferrare
- 1398 – cesar Suko, japonski proticesar (* 1334)
- 1418 – Mircea I., vlaški vojvoda (* 1355)
- 1615 – Claudio Aquaviva, italijanski jezuitski general (* 1543)
- 1632 – Joost Bürgi, švicarski mehanik, astronom, urar, matematik (* 1552)
- 1831 – Barthold Georg Niebuhr, nemški zgodovinar (* 1776)
- 1839 – Emil Korytko, poljsko-slovenski literat (* 1813)
- 1856 – Khedrup Gyatso, enajsti dalajlama (* 1838)
- 1866 – Friedrich Rückert, nemški pesnik, prevajalec (* 1788)
- 1888 – sveti Janez Bosko, italijanski svetnik (* 1815)
- 1933 – John Galsworthy, angleški pisatelj, dramatik, nobelovec 1932 (* 1867)
- 1940 – Henry Livingstone Sulman, angleški metalurg (* 1861)
- 1944 – Hippolyte Jean Giraudoux, francoski pisatelj (* 1882)
- 1966 – Dirk Brouwer, nizozemsko-ameriški astronom, geofizik (* 1902)
- 1995 – George Francis Abbott, ameriški dramatik, gledališki igralec, gledališki režiser (* 1887)
- 2009 – Albin Rudan, slovenski glasbenik, Avsenikov klarinetist (* 1933)
- 2018 – Franc Ankerst, slovenski besedilopisec in glasbenik (* 1935)
- 2021 – Miroslav Tuđman, hrvaški politik (* 1946)

## Prazniki in obredi
- svetovni dan boja proti kajenju

## Goduje
- sveti Janez Bosko
- sveta Marcela
- sveti Franc Ksaver Bianchi